# Bothrops lanceolatus
Bothrops lanceolatus là một loài rắn trong họ Rắn lục. Loài này được Bonnaterre mô tả khoa học đầu tiên năm 1790.

## Hình ảnh

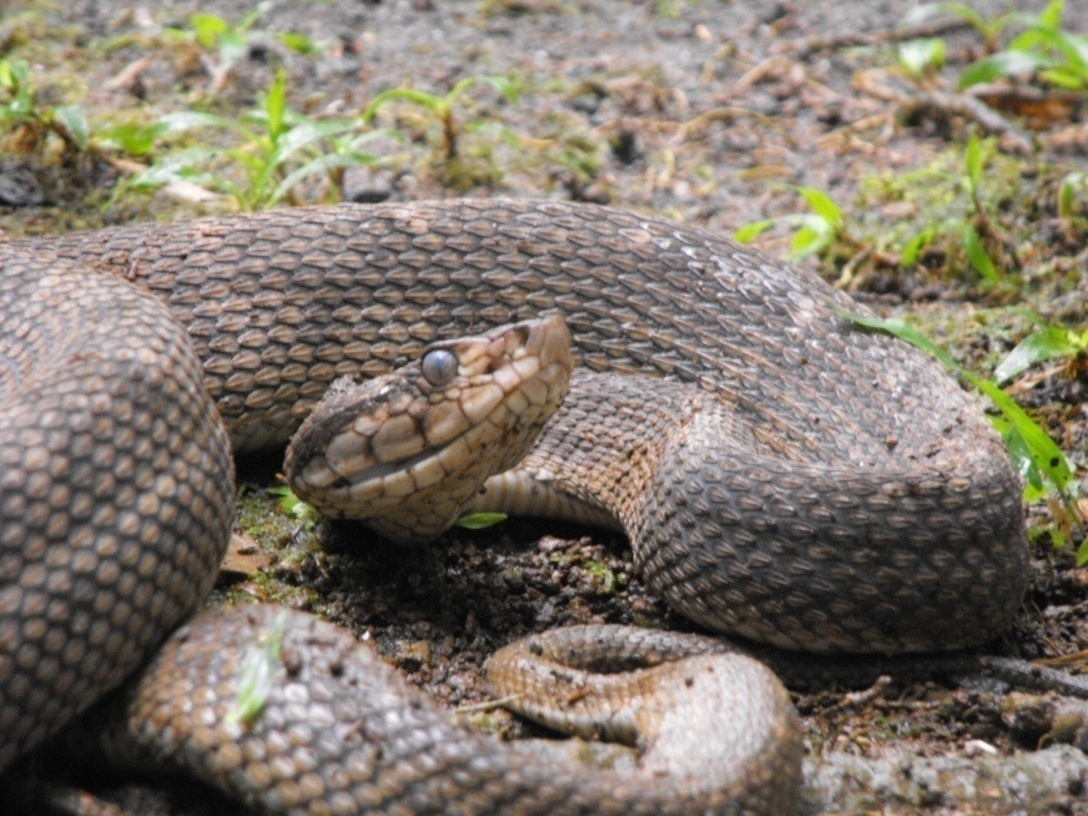
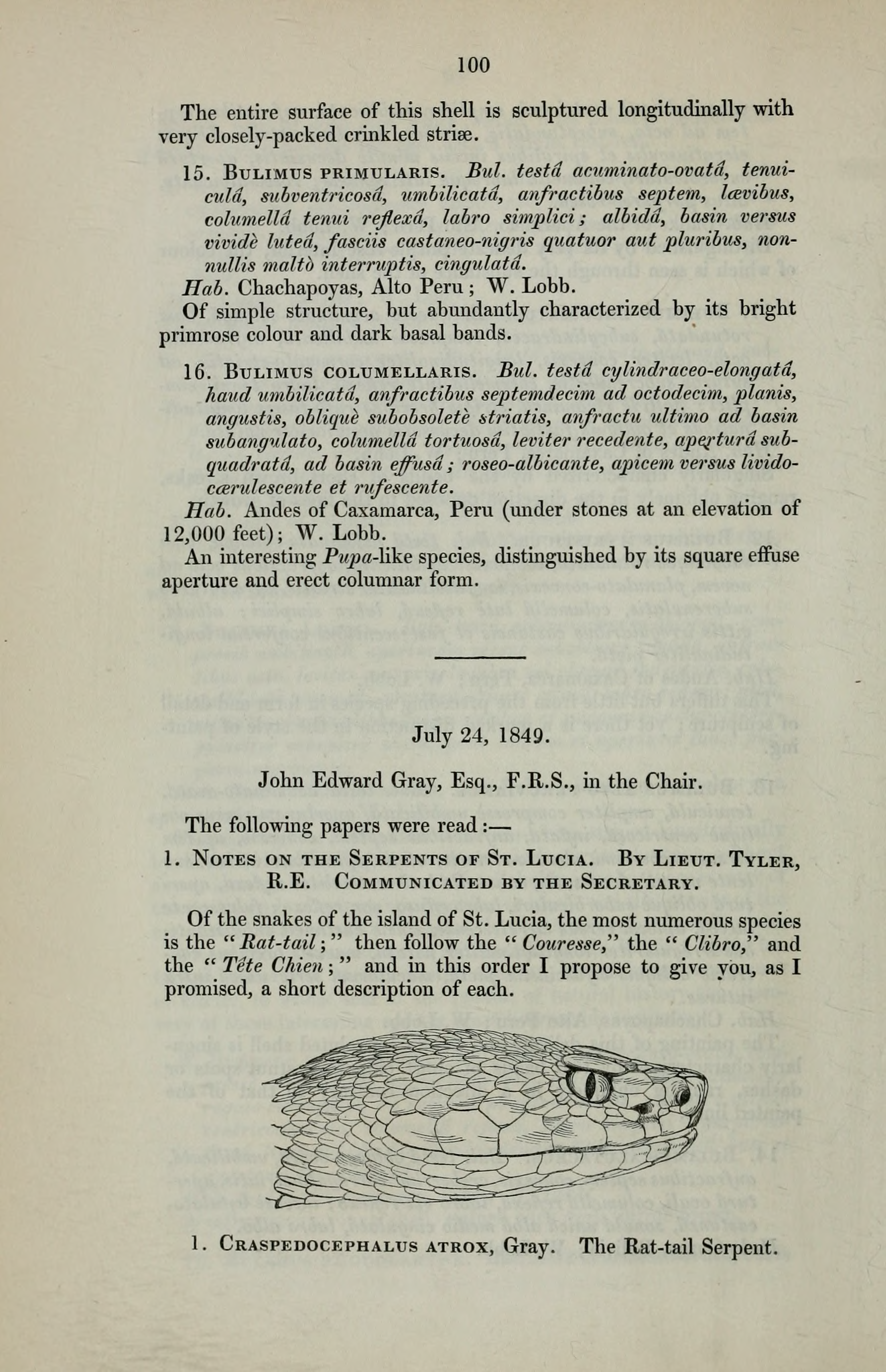